# Asymbletia dispar
Asymbletia dispar là một loài bướm đêm trong họ Noctuidae.